# Майк Джадж
Майкл Крейг Джадж (англ. Michael Craig Judge, 17 жовтня 1962) — американський продюсер, режисер, сценарист, композитор та аніматор. Здобув освіту фізика і інженера, проте відомий завдяки роботі в кінематографії і мультиплікації. Широку популярність здобув після створення мультиплікаційного серіалу «Бівис і Батхед».

## Біографія
Майк Джадж народився в місті Ґуаякіль, виріс в Альбукерку, де ходив в середню школу Святого Пія X. Джадж отримав диплом бакалавра фізичних наук в 1985 в Каліфорнійському університеті Сан-Дієго. Сьогодні проживає в Остіні.
У 1991 році створив свій перший короткометражний мультфільм «Офісний простір».
У 1992 році Джадж створив мультфільм «Бейсбол жабою», що увійшов до збірки Liquid Television, в якій вперше були представлені персонажі Бівис і Батхед. Мультфільм привів до появи на MTV мультсеріалу «Бівис і Батхед», в якому Джадж озвучив обох головних і безліч другорядних персонажів. Шоу транслювалося в 1993-1997 роках, по його мотивах в 1996 році був знятий повнометражний мультфільм «Бівис і Батхед обробляють Америку».
У 1997 році для телеканалу FOX Джадж створив серіал «Цар гори». Багато персонажів цього шоу було створено на основі людей, яких він знав, проживаючи в Техасі. Джаджем були озвучені Хенк Хілл і Бумхауєр.
З 1999 року озвучував Кенні з мультсеріалу «Південний Парк», а також деяких другорядних персонажів.
Починаючи з осені 2003 року Джадж управляє успішним фестивалем мультиплікації «The Animation Show», разом з аніматором Доном Херцфелдтом. Щороку, фестиваль проводить показ короткометражних мультфільмів головним чином від незалежних аніматорів.
Також Майк Джадж зіграв епізодичні ролі в декількох фільмах.
Він випустив декілька власних фільмів. Останній його фільм вийшов 4 вересня 2009 року на екрані та 24 грудня 2009 року на Blu-Ray та DVD.

## Фільмографія

### Сценарій та режисура
- 1991 — Мілтон (Milton)
- 1992 — Мир, любов та порозуміння (Peace, Love & Understanding)
- 1992 — Бейсбол жабою (Frog Baseball)
- 1993 — Бівис і Батхед (Beavis and Butt-head)
- 1995 — Бівис і Батхед роблять різдво (Beavis and Butt-Head Do Christmas)
- 1996 — Бівис і Батхед роблять Америку (Beavis and Butt-head Do America)
- 1997 — Король гори (King of the Hill)
- 1999 — Офісний простір (Office Space)
- 2000 — Сеньйор Мартінес (Monsignor Martinez)
- 2006 — Ідіократія (Idiocracy)
- 2009 — Екстракт (Extract)
- 2009 — Сімейка Гудів (The Goode Family)
- 2022 — Бівис і Батхед роблять всесвіт (Beavis and Butt-Head Do the Universe)